# Una vita violenta (film 2017)
Una vita violenta (Une vie violente) è un film del 2017 diretto da Thierry de Peretti.
Il film è ispirato alla storia vera di Nicolas Montigny, un giovane militante del Armata Corsa (movimento indipendentista della Corsica) assassinato a Bastia nel 2001.

## Trama
Stéphane, nato a Bastia, torna in Corsica per partecipare ai funerali del suo amico d'infanzia Christophe, militante nel movimento indipendentista corso, assassinato il giorno prima.